# باول دان (لاعب دوري الرغبي)
باول دان (بالإنجليزية: Paul Dunn)‏ هو لاعب دوري الرغبي أسترالي، ولد في 7 أغسطس 1963 في Molong ‏ في أستراليا.